# Franc Jankovič

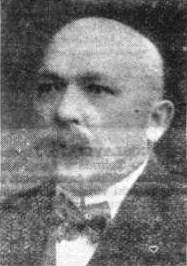
Franc Jankovič (1934)

Franc Jankovič (* 14. Juli 1871 in Weitenstein, Untersteiermark; † 2. März 1934 in Maribor) war ein Politiker und Mediziner. Er war Abgeordneter zum Österreichischen Abgeordnetenhaus, Abgeordneter zum Steiermärkischen Landtag und stellvertretender Landeshauptmann der Steiermark.

## Leben
Jankovič wurde als Sohn des slowenischen Hutmachers Franj J. Jankovič geboren. Er besuchte die Volksschule in Weitenstein und absolvierte danach das Gymnasium in Cilli bzw. Rudolfswerth. Im Jahr 1890 begann er ein Studium der Medizin an der Universität Wien, wo er 1898 zum Dr. med. promovierte. Seinen Militärdienst leistete er beim 17. Infanterie-Regiment und im Garnisonsspital Nr. II in Wien als Assistenzarzt ab. Er arbeitete ab 1898 als Sekundararzt am Landeskrankenhaus in Laibach sowie an der Landesirrenanstalt in Studenec und wurde 1899 Distriktsarzt in Gonobitz. Ein Jahr später wechselte er nach Drachenburg. Nach 1918 war Jankovič Chefarzt der Arbeiterversicherung und Arzt an der Männerstrafanstalt in Marburg.
Jankovič wurde 1906 in den Steiermärkischen Landtag gewählt, dem er bis 1918 angehörte. Zudem war er von 1909 bis 1918 Landeshauptmann-Stellvertreter der Steiermark. Er wirkte als Obmann-Stellvertreter der Bezirksvertretung Drachenburg und war als Gemeinderat in Drachenburg aktiv. Er kandidierte bei der Reichsratswahl 1911 für die Allslowenischen Volkspartei (Vseslovenska ljudska stranka) im Wahlbezirk Steiermark 28 und gehörte nach seinem Wahlsieg zwischen dem 17. Juli 1911 und dem 12. November 1918 dem Abgeordnetenhaus des Reichsrats an. Dort war er von 1911 bis 1917 Mitglied der „Hrvatsko slovenska zajednica“ (Kroatisch-slowenischen Vereinigung) im Hrvatsko slovenski Klub (Kroatisch-slowenischer Klub), der im Mai 1917 im Südslawischen Klub aufging. Nach dem Zusammenbruch der Habsburgermonarchie war Jankovič Mitglied der jugoslawischen provisorischen Nationalversammlung sowie 1920 jugoslawischer Kultusminister.